# Jiří Kořalka
Jiří Kořalka (7. února 1931 Šternberk – 30. ledna 2015) byl český historik. Jeho specializací byly národnostní vztahy v pozdní habsburské monarchii.

## Život
Jiří Kořalka absolvoval středoškolské studium na gymnáziu v Prostějově a díky stipendiu též v americké Pensylvánii. Pokračoval studiem na Vysoké škole politických a hospodářských věd a Filozofické fakultě Univerzity Karlovy v Praze, poté nastoupil do Historického ústavu ČSAV, kde zůstal do roku 1974. Tehdy byl z politických důvodů přeřazen na pozici v Husitském muzeu v Táboře. V letech 1990–1995 působil na Institutu historie při Technické vědecké akademii v Praze. Jako hostující profesor přednášel na zahraničních univerzitách (Německo, Velká Británie), kromě toho byl tajemníkem Česko-rakouské komise historiků a členem vícera vědeckých kolegií. V roce 1992 obdržel cenu Gottfried Herder-Preis, v roce 2007 Cenu Antona Gindelyho.
Jeho manželkou byla historička Květa Kořalková.

## Výběr z díla
- Vznik socialistického dělnického hnutí na Liberecku. Liberec : Krajské nakladatelství, 1956.
- Severočeští socialisté v čele dělnického hnutí českých a rakouských zemí. Liberec : Severočeské nakladatelství, 1963.
- Vznik táborského muzea roku 1878. V Táboře : Městský národní výbor, 1978.
- Revoluční Tábor. Dvě studie z dějin Tábora a Táborska ve 20. století. [České Budějovice] : Jihočeské nakladatelství, 1979. (s F. Nesvadbou)
- Češi v habsburské říši a v Evropě 1815–1914. Sociálněhistorické souvislosti vytváření novodobého národa a národnostní otázky v českých zemích. Praha : Argo, 1996.
- František Palacký (1798–1876). Životopis. Praha : Argo, 1998.